# Tacoronte (capital municipal)
Tacoronte es una ciudad, capital administrativa del municipio homónimo, en la isla de Tenerife —Canarias, España—.
La zona del casco de Tacoronte, que comprende el área entre la iglesia de Santa Catalina y el santuario del Cristo, está declarado Bien de Interés Cultural en la categoría de Conjunto Histórico.

## Toponimia
La ciudad de Tacoronte toma su nombre del antiguo reino guanche o menceyato homónimo, siendo un término de procedencia guanche que según algunos investigadores significa 'monte de la vuelta'.

## Características
Se localiza en la zona media del municipio, a una altitud media de 494 m s. n. m. Está atravesado por los barrancos de Guayonje, de las Granadas y de la Ganoya.
Como capital administrativa del municipio, aquí se concentran gran parte de las infraestructuras de Tacoronte, como el edificio del ayuntamiento, el juzgado y registro civil o la comisaría de la policía local. Aquí se localizan también la iglesia del Santísimo Cristo de los Dolores, el espacio cultural del convento de San Agustín, la escuela municipal de danza, el auditorio municipal Capitol-Tacoronte donde se ubica además la escuela municipal de música, el Museo La Alhóndiga, la escuela municipal infantil y ludoteca municipal, el Teatro Minik, una sede de Protección Civil y una Casa Cuartel de la Guardia Civil, una Oficina Información Cultural y Turismo, una Cámara de Extensión Agraria, un Centro Conservación Biodiversidad Agrícola, dos oficinas de Correos, los centros de enseñanza Colegio de Enseñanza Infantil y Primaria María Rosa Alonso y el Instituto de Enseñanza Secundaria y Formación Profesional Óscar Domínguez, un Centro de Formación para el Empleo, la Casa de Acogida Madre Redentor, una Casa de la Juventud, el mercado municipal, instalaciones —pabellón municipal de deportes, un polideportivo y una cancha de baloncesto—, varios parques públicos, entre los que destaca el jardín Hamilton, varios centros comerciales, entidades bancarias, plazas públicas y parques infantiles, farmacias, un centro de salud, una clínica y una policlínica, una gasolinera, el centro social de la Asociación de Vecinos La Estación, así como numerosos comercios, bares y restaurantes, sobre todo concentrados en torno a la carretera General del Norte y la zona de La Estación.
En el barrio se encuentra uno de los árboles monumentales del municipio, el conocido como Drago del Cristo, ejemplar de Dracaena draco con 11,5 metros de altura y un perímetro de 6,2 metros, estimándosele una edad de entre 200 y 230 años.

## Demografía
| Año        | 2000  | 2001  | 2002  | 2003  | 2004  | 2005  | 2006  | 2007  | 2008  | 2009  | 2010  | 2011  | 2012  | 2013  |
| ---------- | ----- | ----- | ----- | ----- | ----- | ----- | ----- | ----- | ----- | ----- | ----- | ----- | ----- | ----- |
| Habitantes | 3.353 | 3.387 | 3.382 | 3.401 | 3.443 | 3.518 | 3.407 | 3.473 | 3.675 | 3.733 | 3.692 | 3.681 | 3.692 | 3.738 |

## Fiestas
En la ciudad de Tacoronte se celebran numerosas fiestas a lo largo del año, sobresaliendo las dedicadas al Cristo de los Dolores en el mes de septiembre. Destacan también los Carnavales, la Semana Santa, el Corpus y las celebraciones navideñas.
En Tacoronte, al carnaval se le denomina la «Piñata Chica», que se celebra al finalizar el Carnaval de Santa Cruz, una semana después del fin de semana de piñata, cuando ya se está en Cuaresma. Junto al de Santa Úrsula es el más tardío de los canavales del norte de Tenerife. La tradición de la Piñata Chica viene desde muy antiguo, y tiene su punto álgido con la celebración de las galas de reinas adulta e infantil, encuentro de murgas, coso apoteosis del carnaval y el entierro de la sardina.
Durante el mes de junio se celebra el Corpus Christi, decorándose las calles con dibujos hechos de arena y flores, destacando el gran tapiz que se confecciona en la plaza del Cristo hecho con arenas procedentes del Teide. La procesión que se celebra por el Corpus parte de la iglesia de Santa Catalina y se dirige hacia la plaza del Cristo pasando por el trayecto alfombrado. 
En el mes de septiembre se celebran las Fiestas del Cristo, las más importantes del municipio, en honor al Santísimo Cristo de Tacoronte. Prácticamente duran todo el mes, y destacan sobre todo las galas de elección de la reina de Arte y Vendimia, los conciertos, las actividades deportivas y culturales y las cuatro procesiones del Cristo, siendo la más importante la de la Octava el último domingo de septiembre. Las exhibiciones pirotécnicas son el penúltimo y último sábados del mes, coincidiendo con las procesiones nocturnas de la imagen del Cristo.

## Comunicaciones
Se llega al barrio principalmente a través de la Autopista del Norte TF-5 o de la Carretera General del Norte TF-152.

### Transporte público
Posee paradas de taxi en la carretera Tacoronte-Tejina, frente al mercado municipal, en la calle de Las Higueras y en la carretera General.
En Tacoronte se encuentra una estación de autobuses —guaguas—, quedando conectada la ciudad mediante las siguientes líneas de TITSA:
| Línea | Trayecto                                                   | Recorrido     |
| ----- | ---------------------------------------------------------- | ------------- |
| 011   | La Laguna - El Sauzal (por C/ El Calvario de Tacoronte)    | Horario/Línea |
| 012   | La Laguna - El Sauzal (por zona centro de Tacoronte)       | Horario/Línea |
| 021   | Tacoronte - Santa Catalina - Playa Mesa del Mar            | Horario/Línea |
| 023   | Tacoronte - El Pris (por El Calvario y Guayonje)           | Horario/Línea |
| 051   | Circular La Laguna - Tejina - Tacoronte - La Laguna        | Horario/Línea |
| 057   | Circular La Laguna - Tejina - Tacoronte - La Laguna        | Horario/Línea |
| 062   | La Laguna - La Orotava (por la Comarca de Acentejo)        | Horario/Línea |
| 101   | Santa Cruz - Puerto de la Cruz (por carretera General)     | Horario/Línea |
| 102   | Santa Cruz - Aeropuerto Norte - Puerto de la Cruz (exprés) | Horario/Línea |
| 107   | Santa Cruz - Buenavista (por Aeropuerto Norte)             | Horario/Línea |
| 108   | Santa Cruz - Icod de los Vinos (por Aeropuerto Norte)      | Horario/Línea |

## Lugares de interés
- Auditorio municipal Capitol-Tacoronte
- Ayuntamiento de Tacoronte
- Drago del Cristo
- Iglesia del Santísimo Cristo de los Dolores y Convento de San Agustín (BIC)
- Mercado municipal de Tacoronte
- Museo La Alhóndiga
- Teatro Minik